# جون سترونغ (بحار)
جون سترونغ هو ربان بحر إنكليزي. عندما كان في رحلةٍ من لندن إلى أمريكا الجنوبية بين سنتي 1689 و1691، اكتشف جون ستروزنغ مضيقاً بين الجزيرتين الكبيرتين الأساسيَّتين في أرخبيل جزر فوكلاند. أطلق جون سترونغ على المضيق اسم مضيق فوكلاند، وذلك نسبةً إلى أنطوني كاري، فيسكونت فوكلاند الخامس، وهو نبيل أسكتلندي من بلدة فوكلاند كان مسؤولاً عن تمويل رحلة السفينة التي تحقَّق الاكتشاف بها. لاحقاً، تم تعميم اسم المضيق على الأرخبيل بأكمله، ليصبح جزر فوكلاند.
رسى جون سترونغ للمرَّة الأولى على شواطئ جزر فوكلاند في 27 يناير سنة 1690، ثم تابع من بعد ذلك رحلته عبر مضيق ماجلان.